# Tir à la corde aux Jeux olympiques de 1920
Navigation
Édition précédente

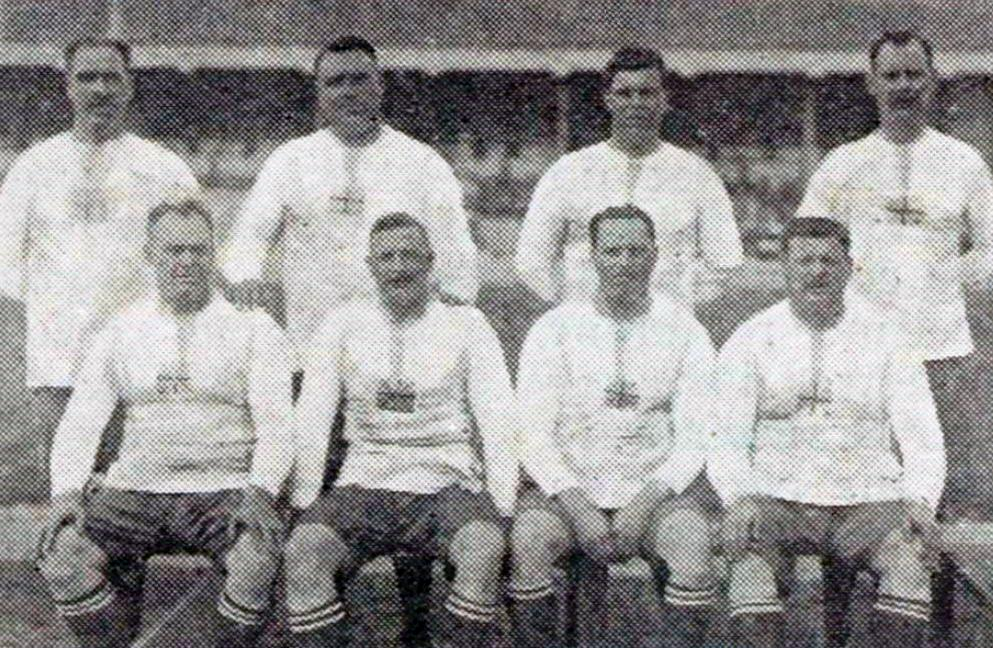
Les policemen de Londres vainqueurs du tir à la corde aux JO de 1920 (comme en 1908 à Londres).

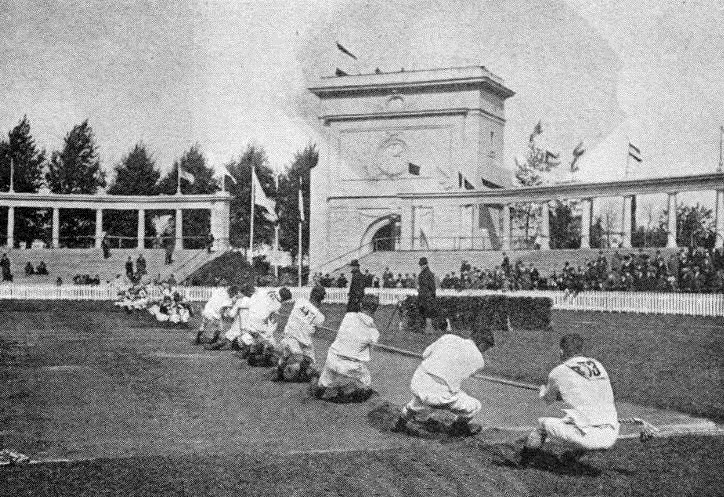
L'équipe 1920 des policiers de Londres dans le stade d'Anvers.

Résultats des épreuves de tir à la corde aux Jeux olympiques d'été de 1920 à Anvers en Belgique.
C'est la dernière fois que le tir à la corde est présenté comme épreuve aux Jeux olympiques.

## Classement
| Or | Argent | Bronze |
| Royaume-Uni George Canning Frederick Humphreys Frederick Holmes Edwin Mills John Sewell John James Shepherd Harry Stiff Ernest Thorn | Pays-Bas Wilhelmus Bekkers Johannes Hengeveld Sijtse Jansma Henk Janssen Antonius van Loon Willem van Loon Marinus van Rekum Willem van Rekum | Belgique Édouard Bourguignon Alphonse Ducatillon Rémy Maertens Christin Piek Charles Van den Broeck François Van Hoorenbeek Gustave Wuyts Henri Pintens |

## Nations participantes
Un total de 40(*) compétiteurs du tir à la corde de 5 nations ont concouru à ces jeux :
- Belgique: 8 athlètes
- Royaume-Uni: 8 athlètes
- Italie: 8 athlètes
- Pays-Bas: 8 athlètes
- États-Unis: 8 athlètes

(*) NOTE: seuls les compétiteurs qui ont participé à au moins un tir sont comptés.

## Resultats
| Place | Nation |
| ----- | --- |
| 1     | Royaume-Uni |
| 2     | Pays-Bas |
| 3     | Belgique |
| 4     | États-UnisCharlton Brosius Stephan Fields Sylvester Granrose Floyd Kelsey Joseph Kszyczewiski William Penn Joseph Rond Joseph Winston                              |
| 5     | ItalieAdriano Arnoldo Silvio Calzolari Romolo Carpi Giovanni Forno Rodolfo Rambozzi Carlo Schiappapietra Giuseppe Tonani Amedeo ZottiCesare Cogliolo Pietro Scasso |

### Concours pour la médaille d'or
Premier tour :
- Royaume-Uni contre  États-Unis: 2 à 0

Demi-finales :
- Royaume-Uni contre  Belgique: 2 à 0
- Pays-Bas contre  Italie:  2 à 0

Finale :
- Royaume-Uni contre  Pays-Bas: 2 à 0
  -  Royaume-Uni: Médaille d'or

### Concours pour la médaille d'argent
Premier tour :
- Belgique contre  États-Unis : 2 à 0

Finale :
- Belgique contre  Pays-Bas : 0 à 2
  -  Pays-Bas: Médaille d'argent

### Concours pour la médaille de bronze
Premier tour :
- États-Unis contre  Italie : 2 à 0

Finale :
- États-Unis contre  Belgique : 0 à 2
  -  Belgique : Médaille de bronze

## Sources
- Liste des médaillés sur le site officiel du CIO